# Operação Paraquet

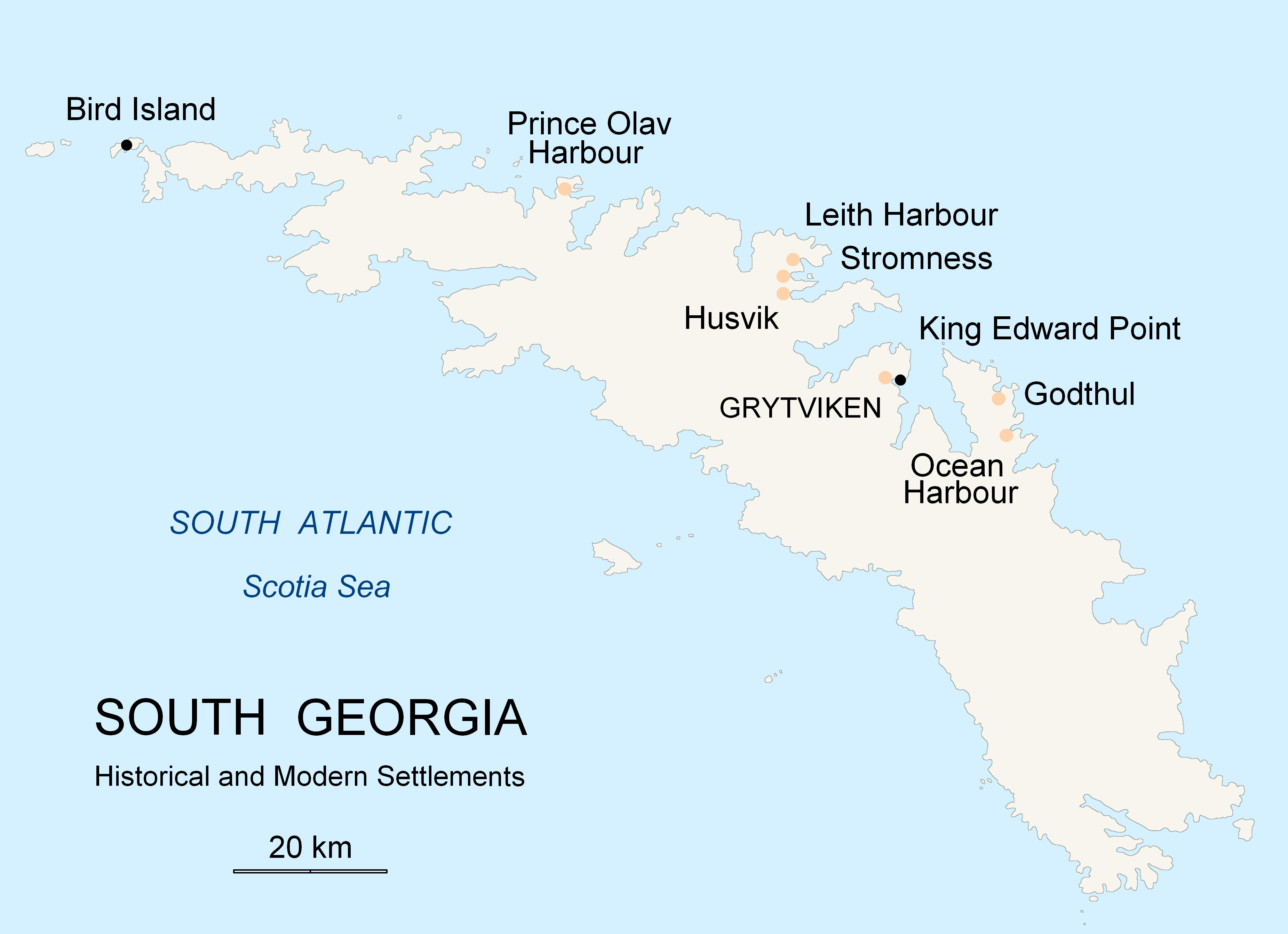
Geórgia do Sul

Operação Paraquet ("Operation Paraquet") é o nome em código da operação militar das Forças Armadas do Reino Unido, para reconquista das ilhas Geórgia do Sul, um dos Territórios britânicos ultramarinos, do controle militar da Argentina em abril de 1982, no início da Guerra das Malvinas. A operação é também conhecida como Operation Paraquat, o nome não-oficial adotado pelas tropas.